# Archäologischer Park Pafos

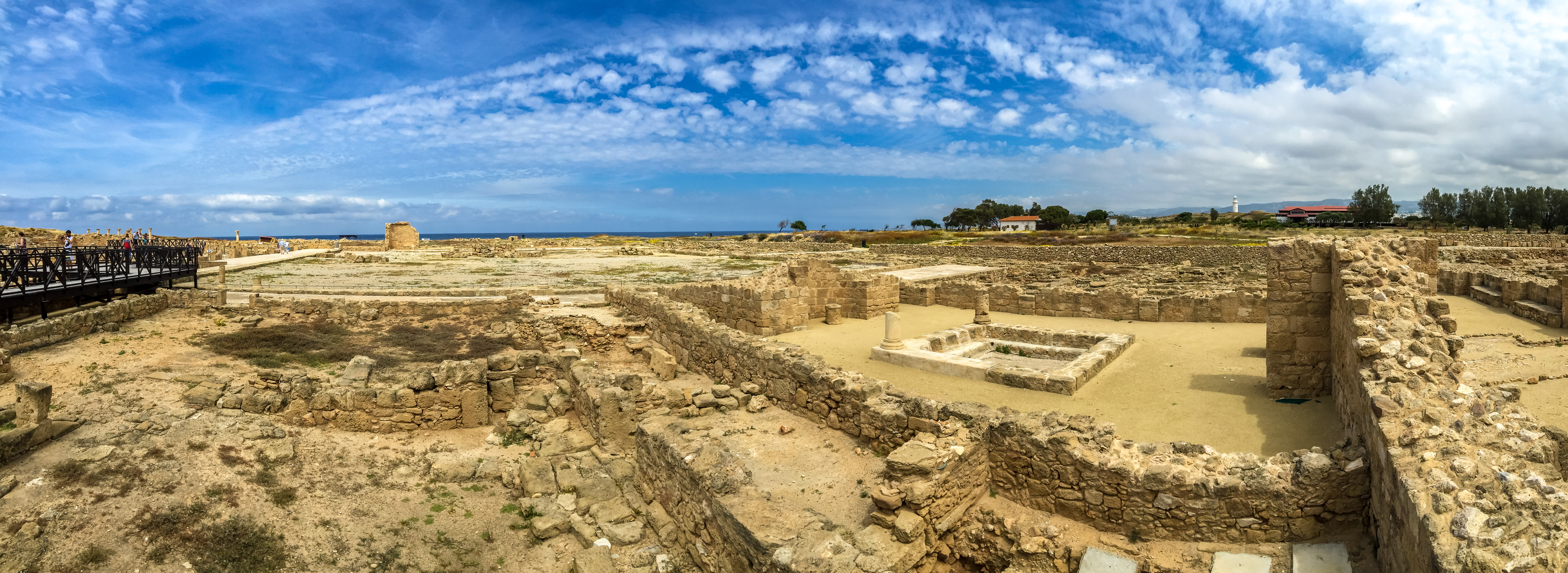
Archäologischer Park Paphos, Haus des Theseus

Der Archäologische Park Pafos ist das umzäunte Ausgrabungsgebiet der antiken Stadt Paphos in der heutigen Stadt Pafos an der südwestlichen Küste Zyperns. Es umfasst ca. ein Drittel der antiken Stadt. Der Bereich gehört zum UNESCO-Weltkulturerbe. Gegründet wurde die Stadt vermutlich schon im 4. Jahrhundert v. Chr., schon bevor sie eine Stadt des Ptolemäerreichs wurde. Die erhaltenen Reste von Bauwerken stammen überwiegend aus der nachfolgenden römischen Zeit.

## Rundgang
Der Rundgang beginnt mit einem Besucherzentrum, das einige allgemeine Informationen vermittelt und einzelne Funde vom Neolithikum bis in das Mittelalter zeigt. Die Höhepunkte des Parks sind die römischen Villen mit ihren in situ vorhandenen Bodenmosaiken aus Tesserae.

### Villa des Aion
Bei der Villa des Aion handelt es sich um Reste eines kleineren Bauwerkes, das vor dem Statthalterpalast liegt. Eine Villenmauer, die in die angrenzende Straße gestürzt war, wurde restauriert. Das Hauptmosaik enthält 3 horizontale Rahmen mit 5 Tafeln, die alle von einem geometrischen Rahmen umgeben sind.  Die Bodenmosaike in der Empfangshalle zeigen unter anderem Leda mit Zeus, der sich in einen Schwan verwandelt hat und Dionysos auf dem Schoß des Gottes Hermes. 34° 45′ 24″ N, 32° 24′ 20″ O

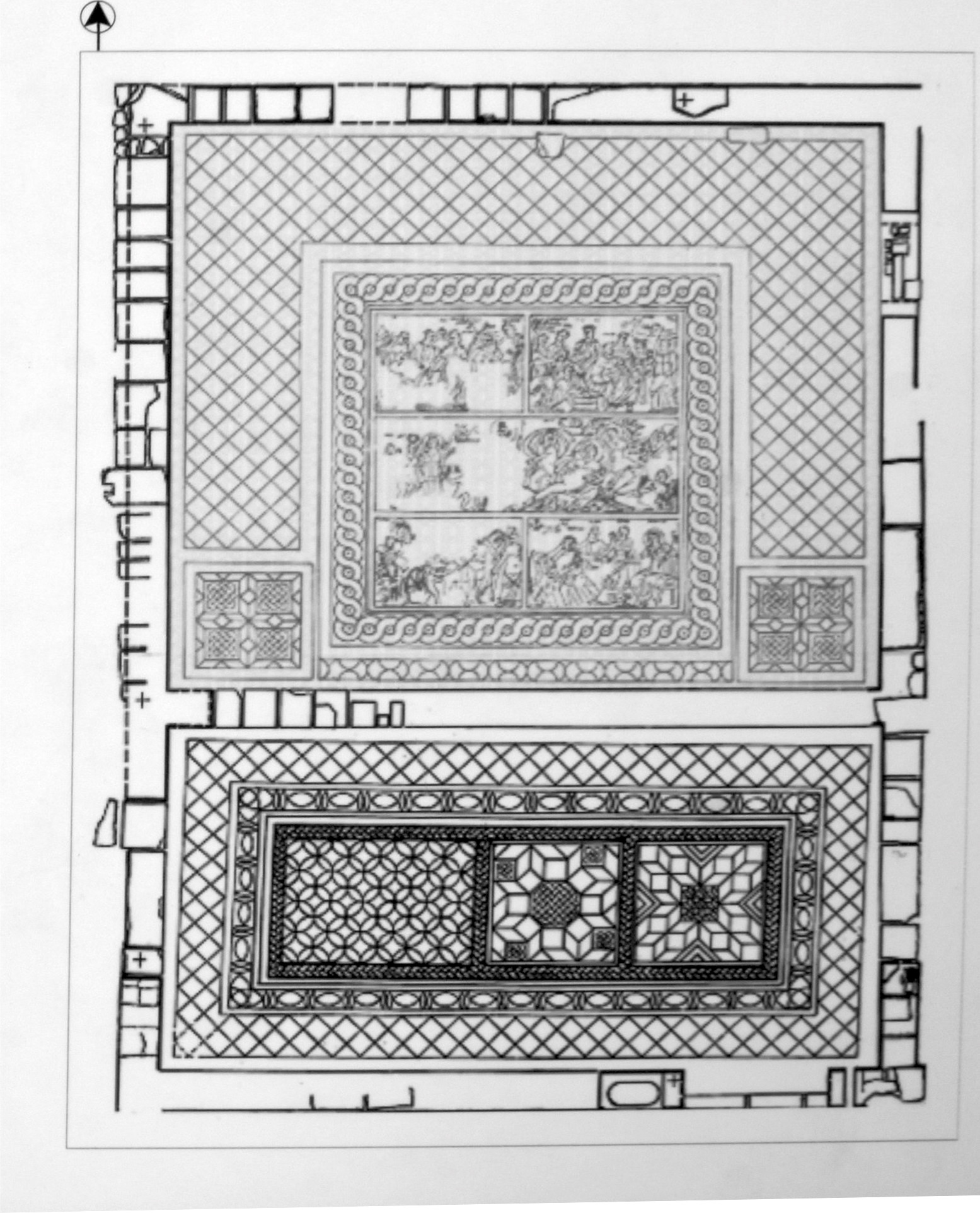
Plan des Tricliniums der Villa Aion
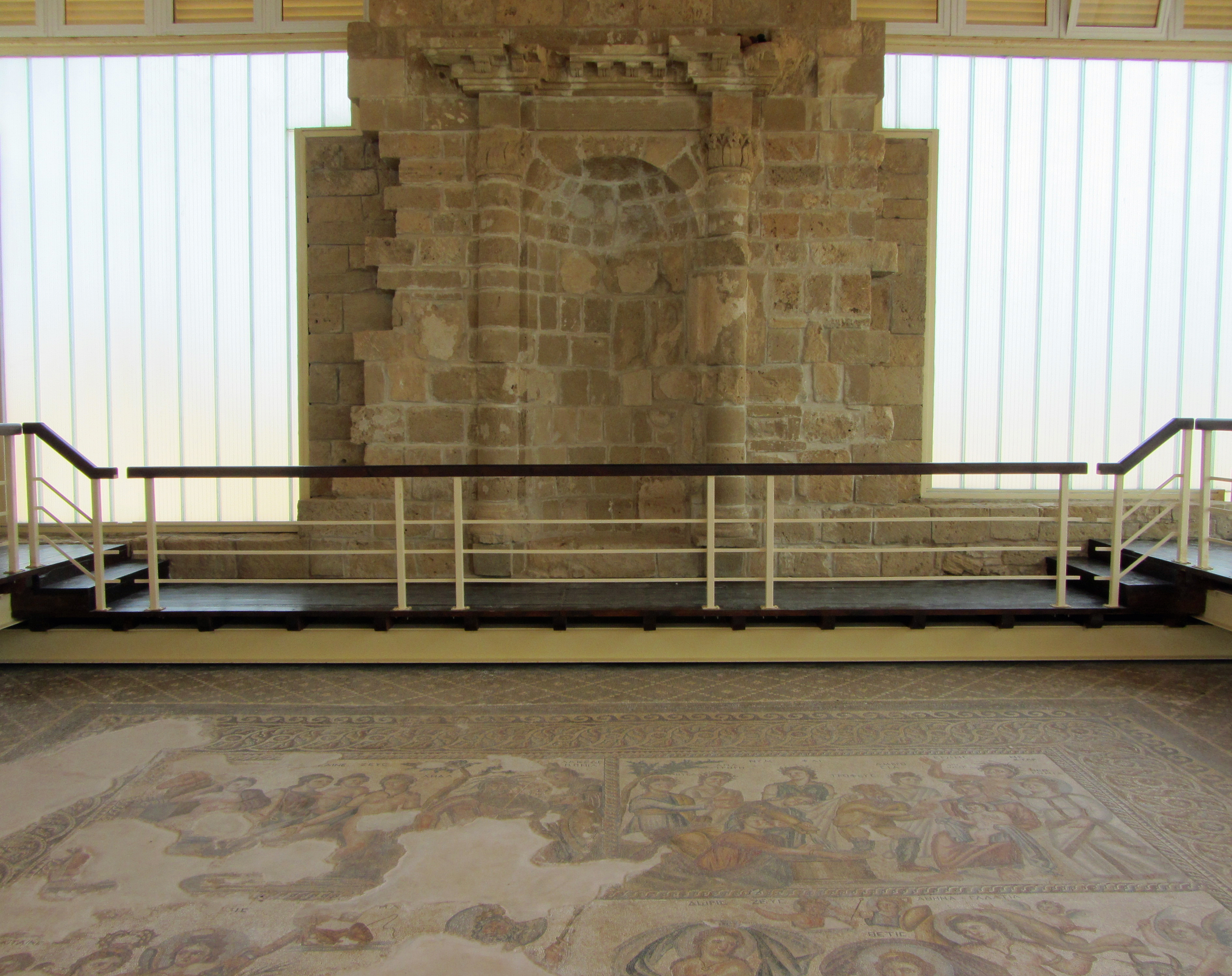
Rekonstruierte Villenmauer
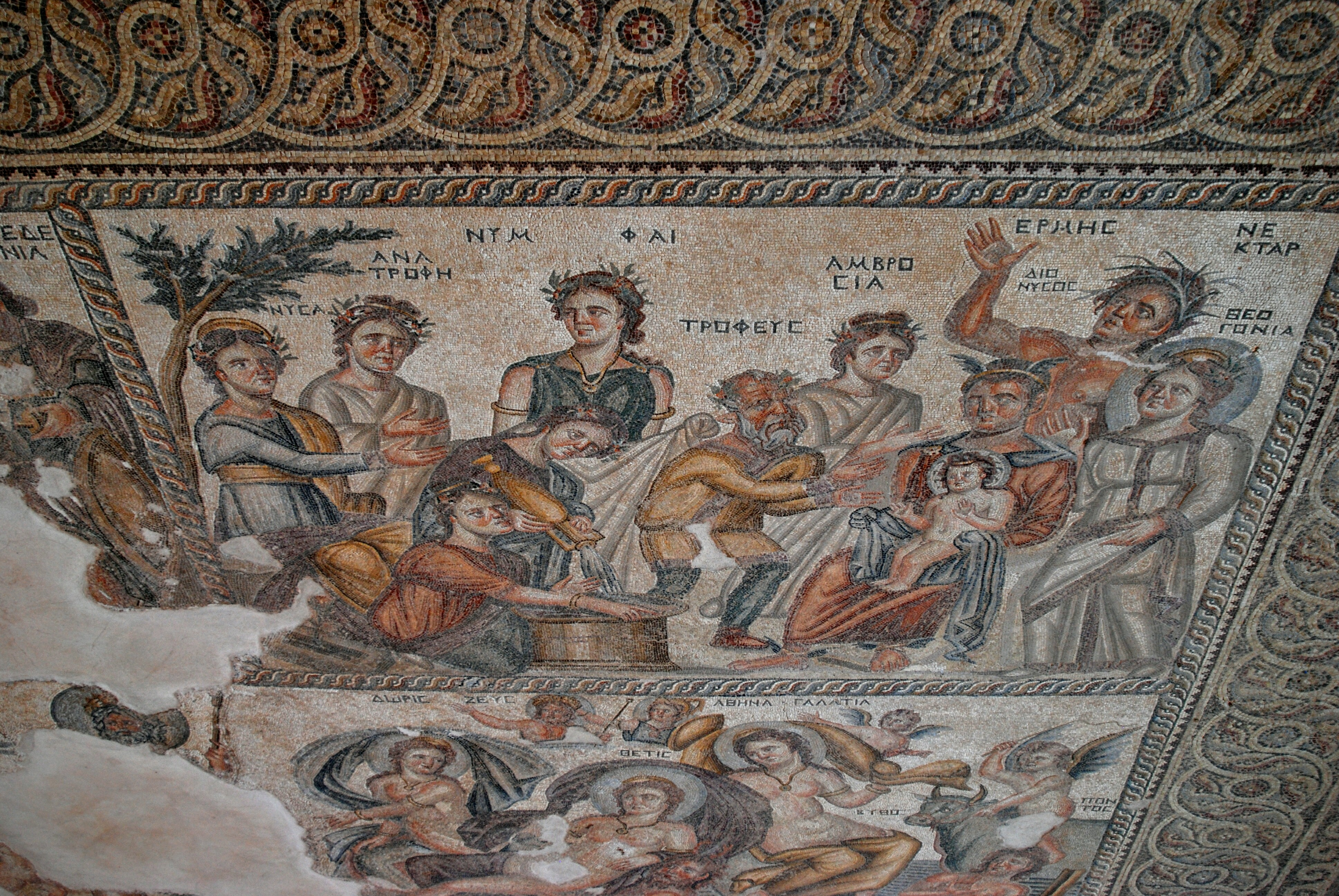
Geburt des Dionysos
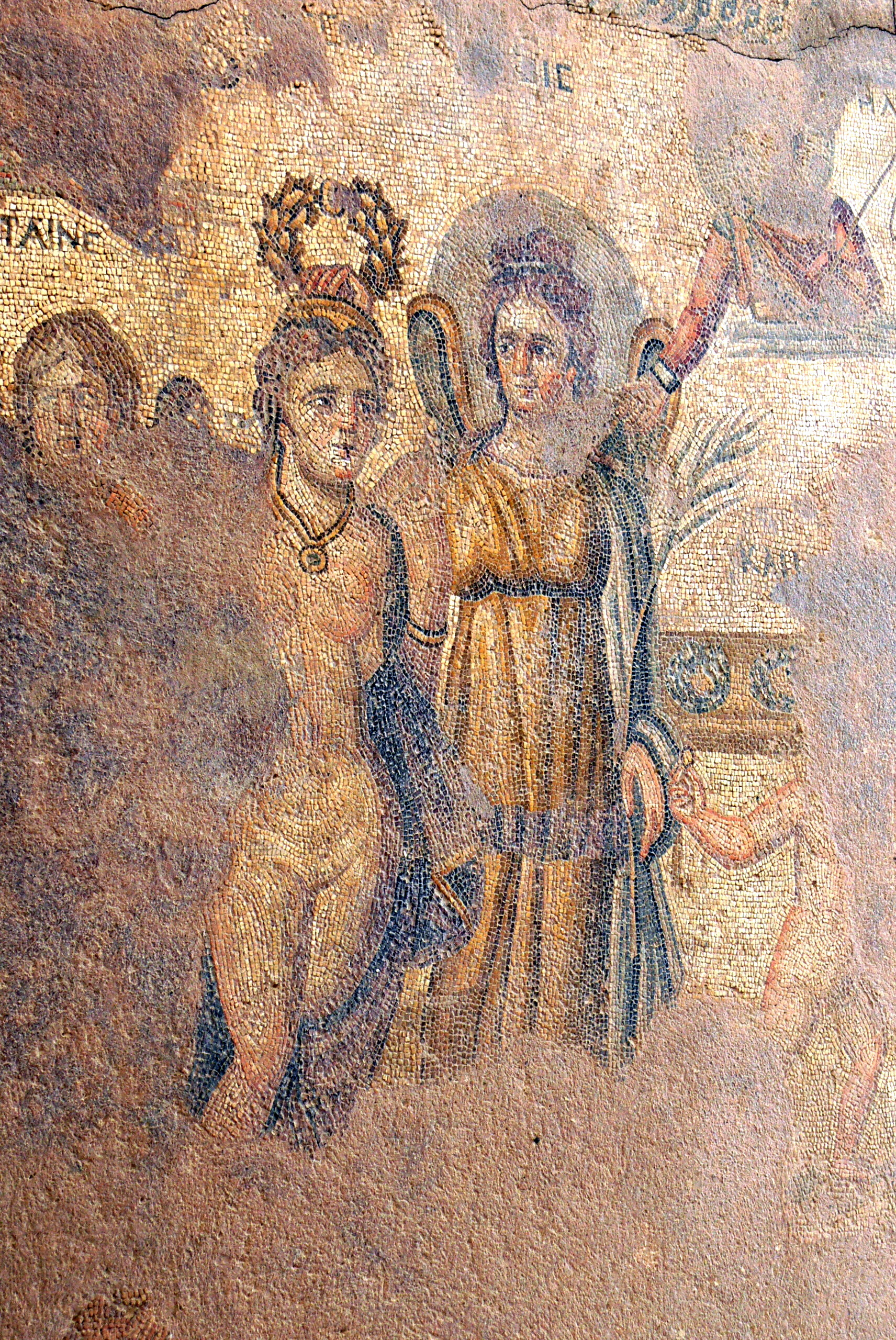
Schönheitswettbewerb zwischen Kassiopeia und den Nereiden
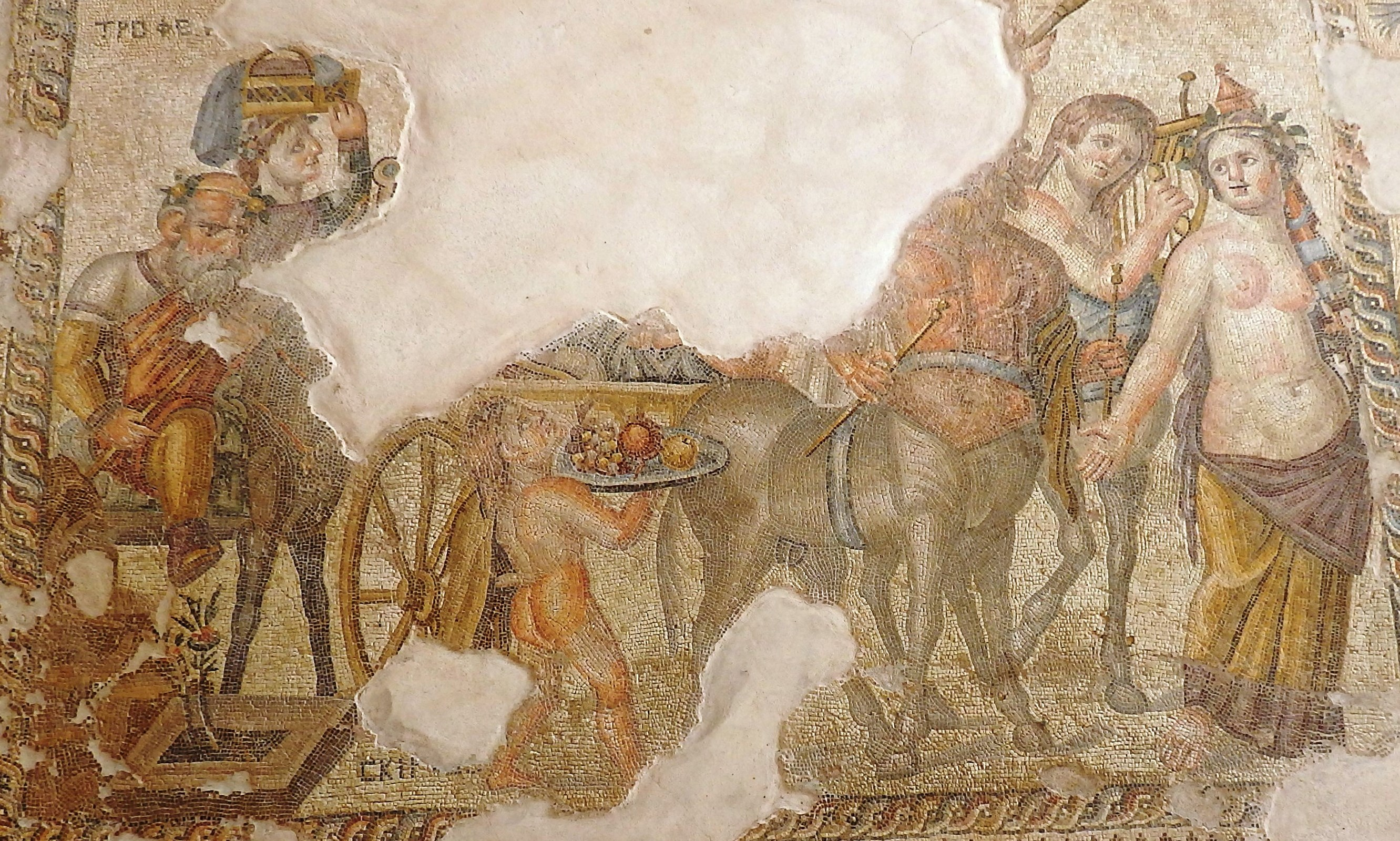
Mosaikdetail mit Dionysoszug
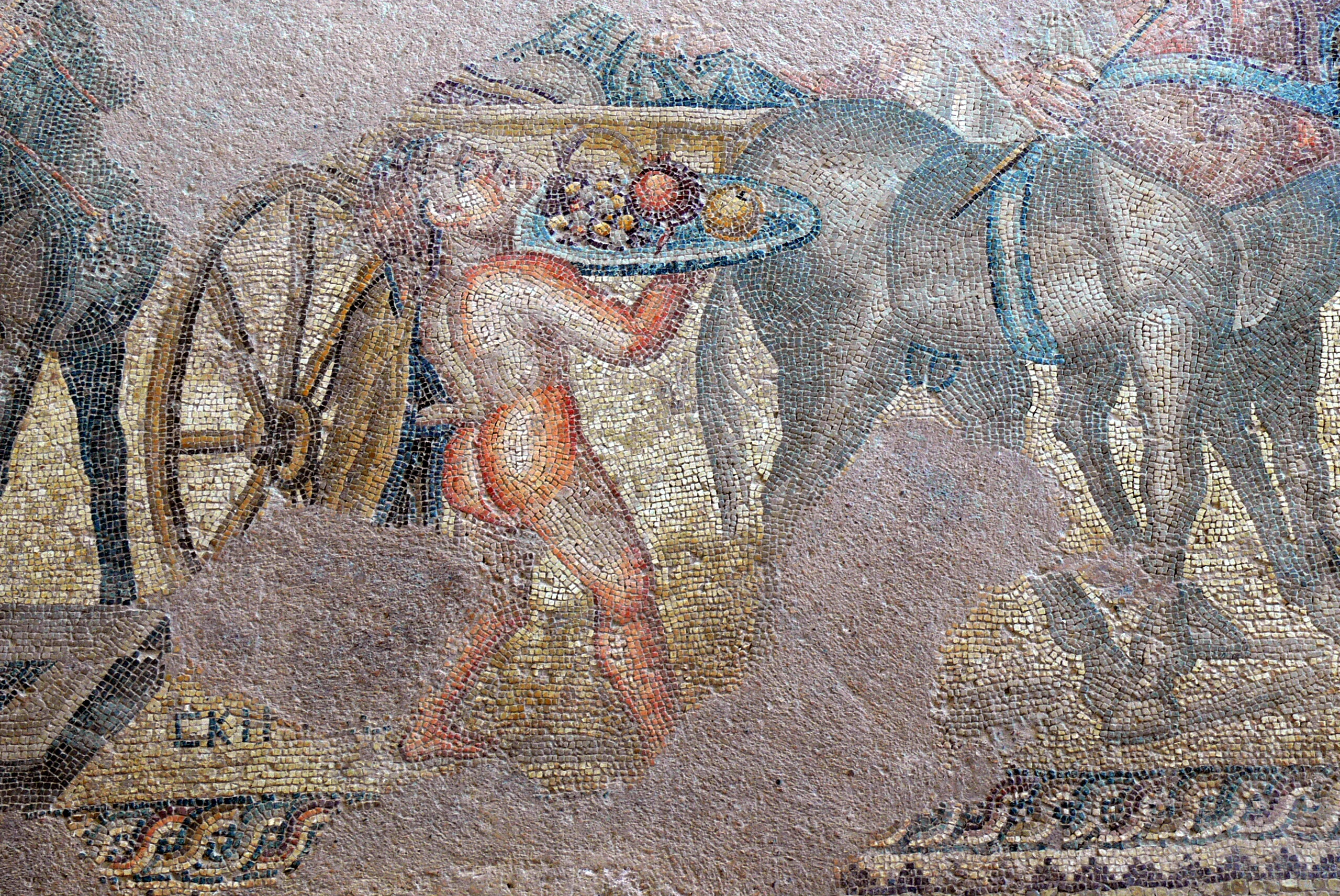
Detail: Triumph des Dionysos – Satyr Skirtos opfert Dionysos Früchte
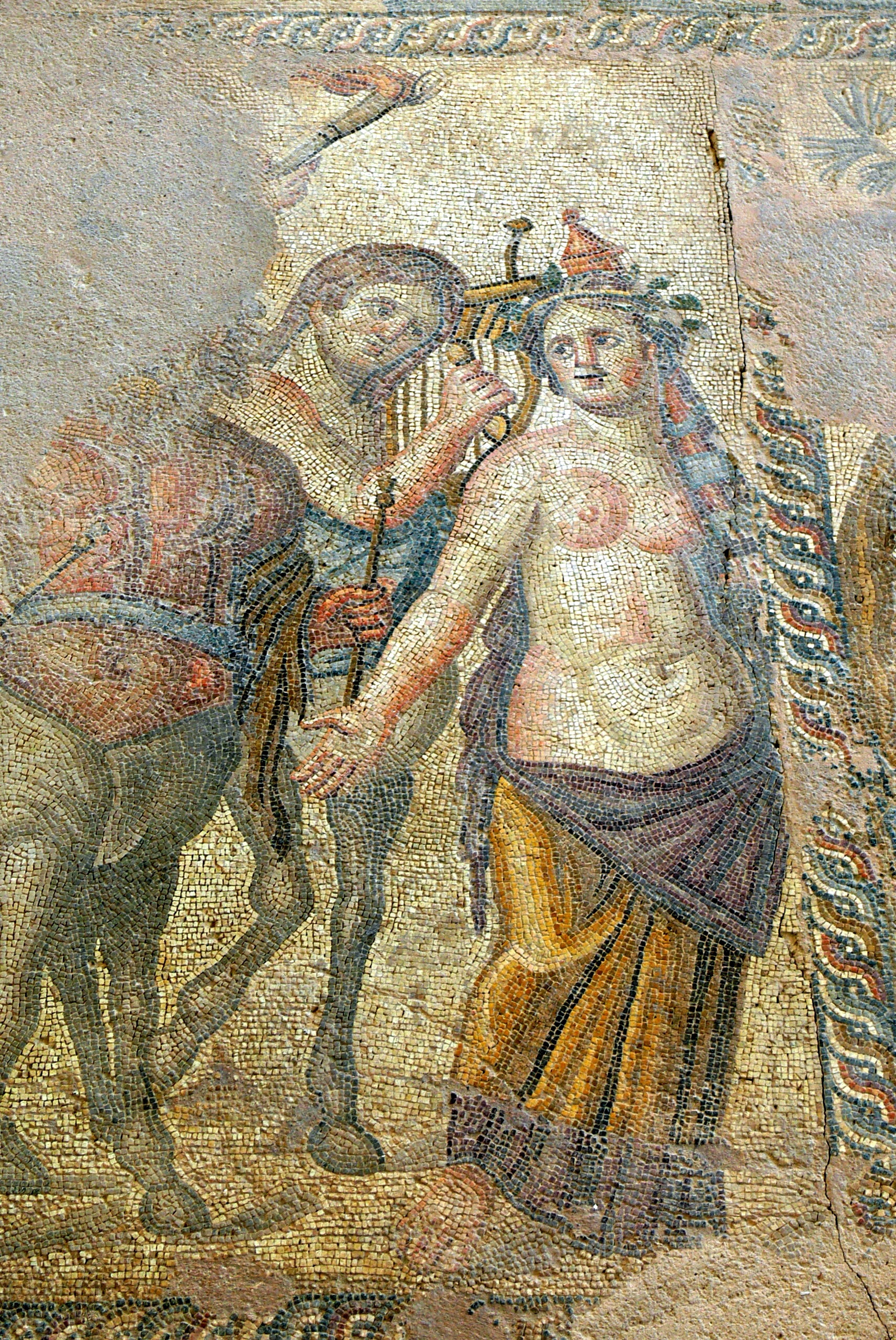
Triumph des Dionysos – Kentaur und Mänade

### Villa des Theseus
Die Villa des Theseus war vermutlich der fast 10.000 m² große Palast des römischen Statthalters. Kern des Palastes ist ein weiter Innenhof mit über 100 umliegenden kleineren Räumen. Die seit 1965 von Archäologen der Universität Warschau ausgegrabene Villa ist mutmaßlich in der zweiten Hälfte des 2. Jahrhunderts n. Chr. gebaut und bis ins 7. Jahrhundert bewohnt worden. Ihr bedeutendstes Mosaik stellt Theseus und Minotaurus im Raum 36 dar, der unmittelbar an den Innenhof angrenzt.34° 45′ 24″ N, 32° 24′ 15″ O

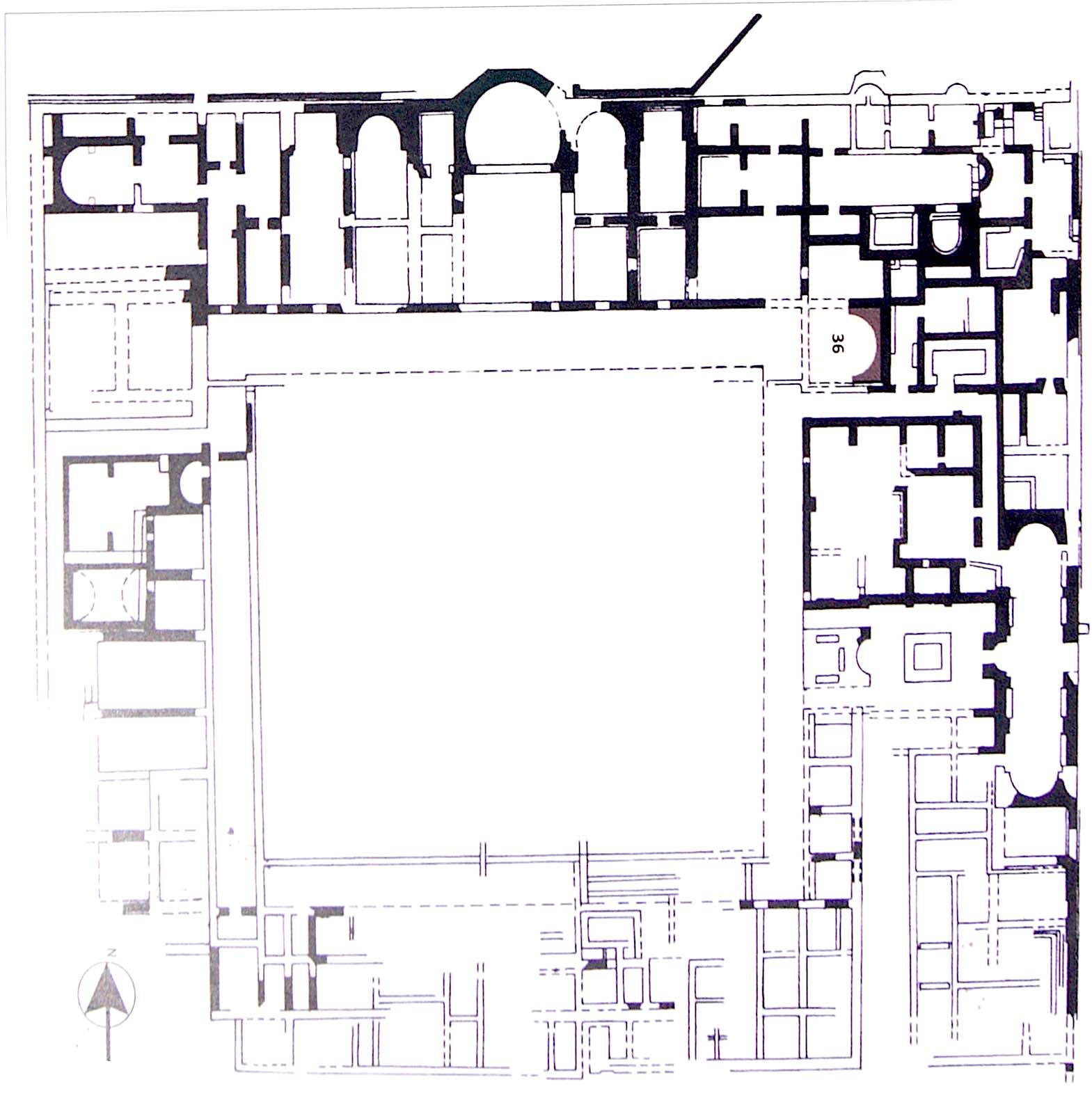
Plan der Villa des Theseus
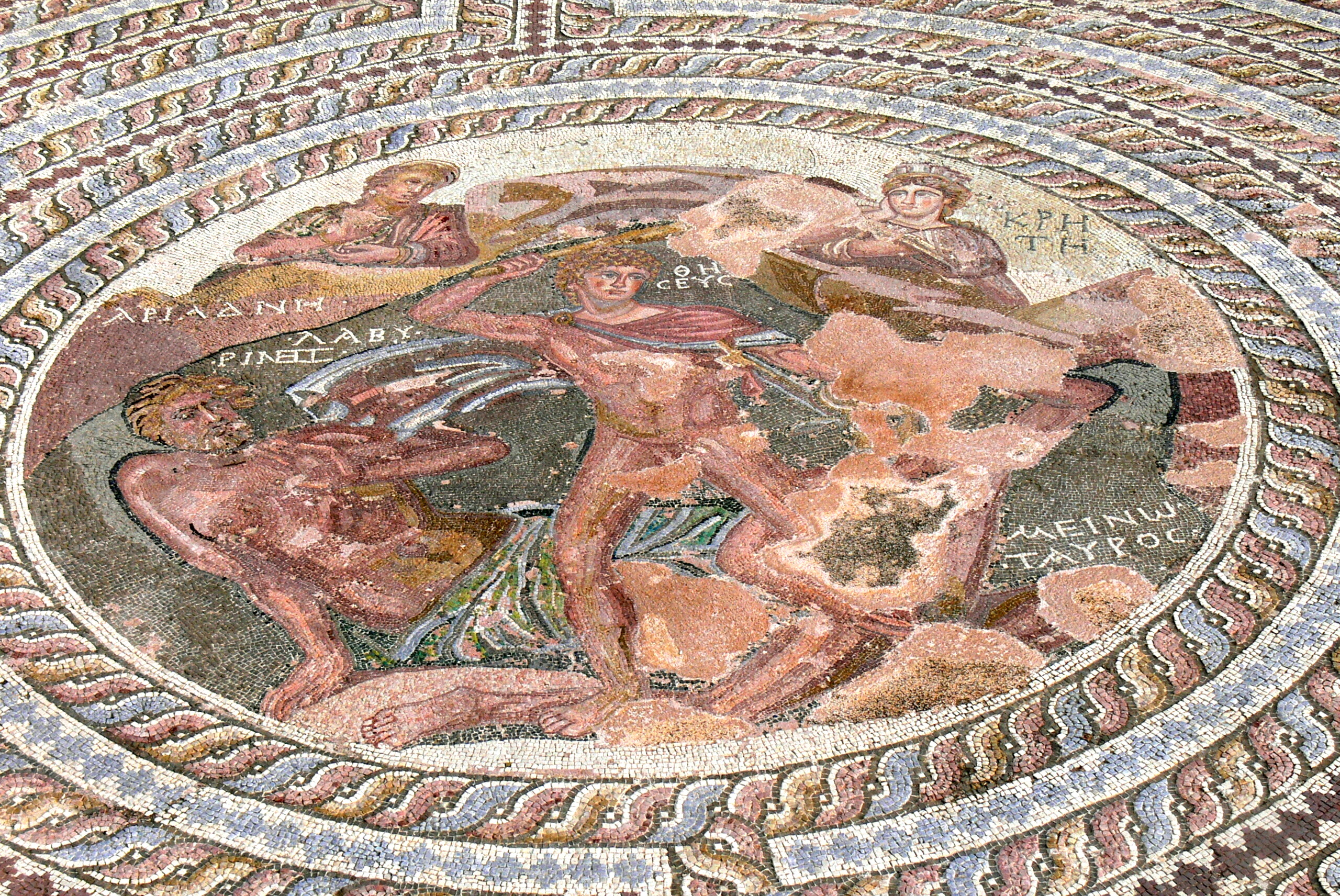
Theseus Mosaik
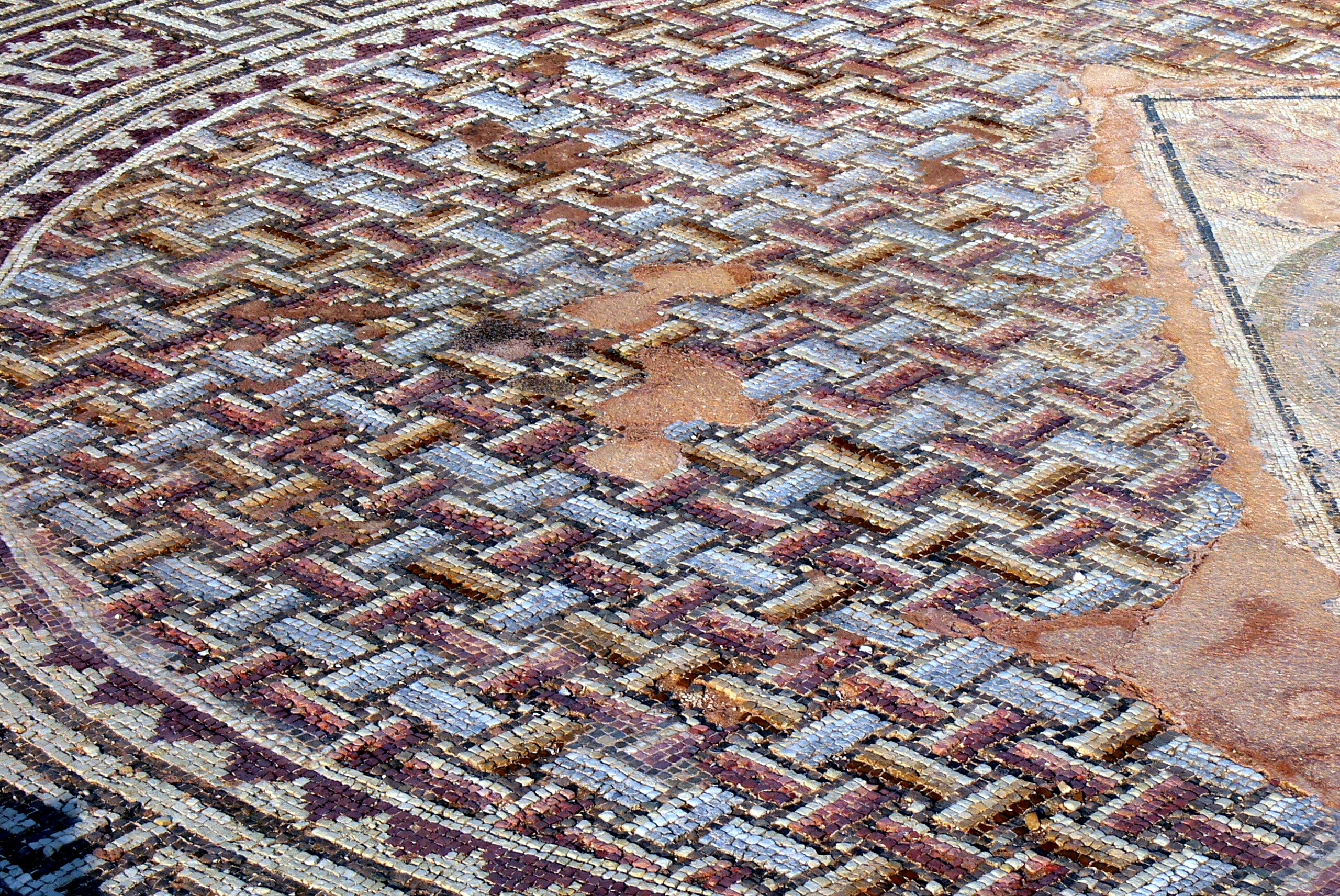
Geometrisches Mosaik
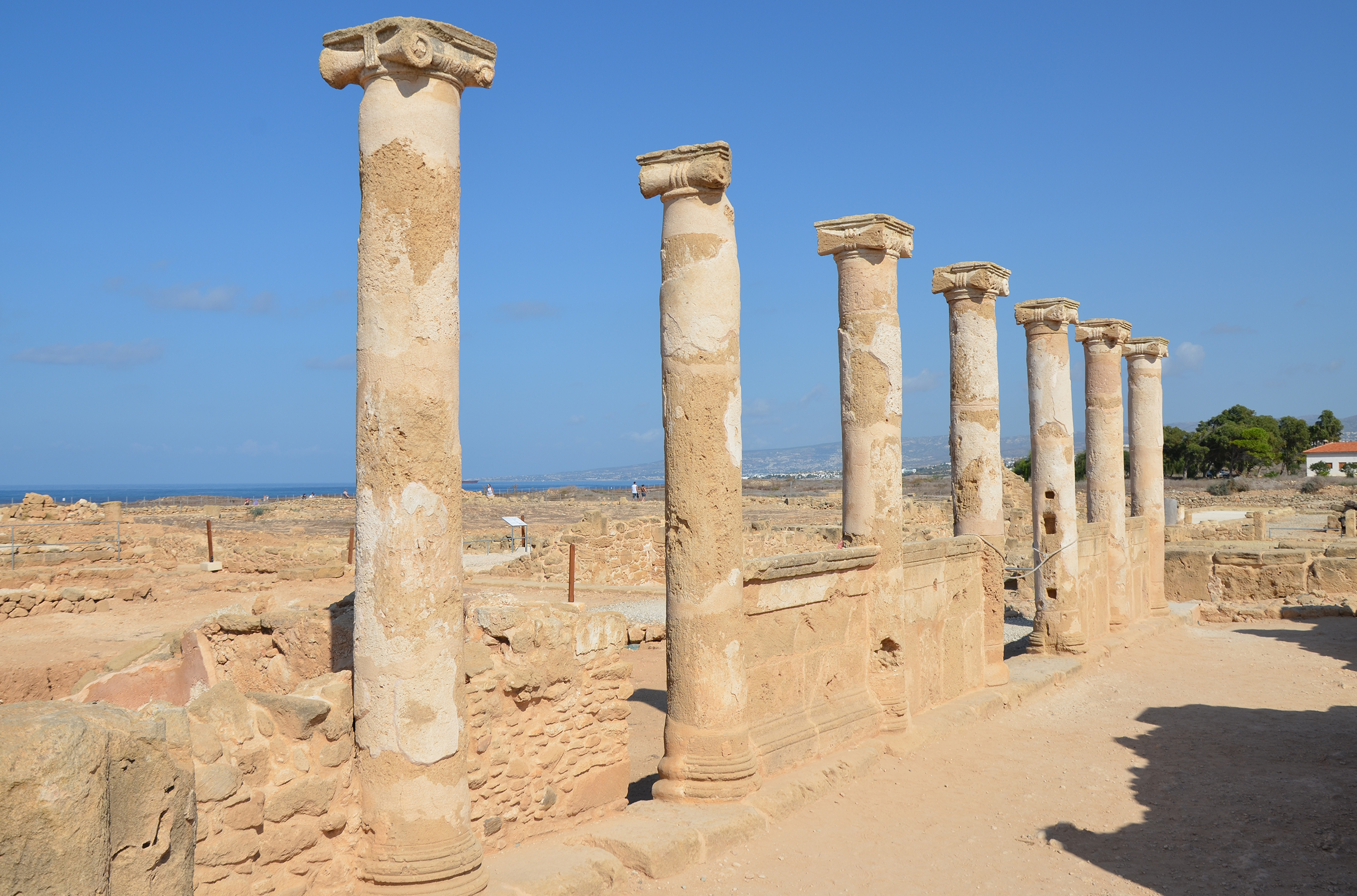
Villa des Theseus im Archäologischen Park von Paphos

### Villa des Dionysos
In der Villa des Dionysos wurden besonders viele gut erhaltene Mosaike in den Jahren 1962 bis 1965 entdeckt, die zu ihrem Schutz überdacht sind. Sie beschäftigen sich mit den typischen Themen der römischen Oberschicht in der Kaiserzeit und zeigen vor allem Jagd-, Kampf- und Liebesszenen. Auch die Bezeichnung „Villa des Dionysos“ weist nicht etwa auf den Namen des Hausherren hin, sondern ist nach dem großen Mosaik mit Dionysos, dem griechischen Gott des Weines, benannt. 34° 45′ 30″ N, 32° 24′ 22″ O

Triumphzug des Dionysos mit Gefolge. Dieses Mosaik hat der Villa ihren Namen gegeben.

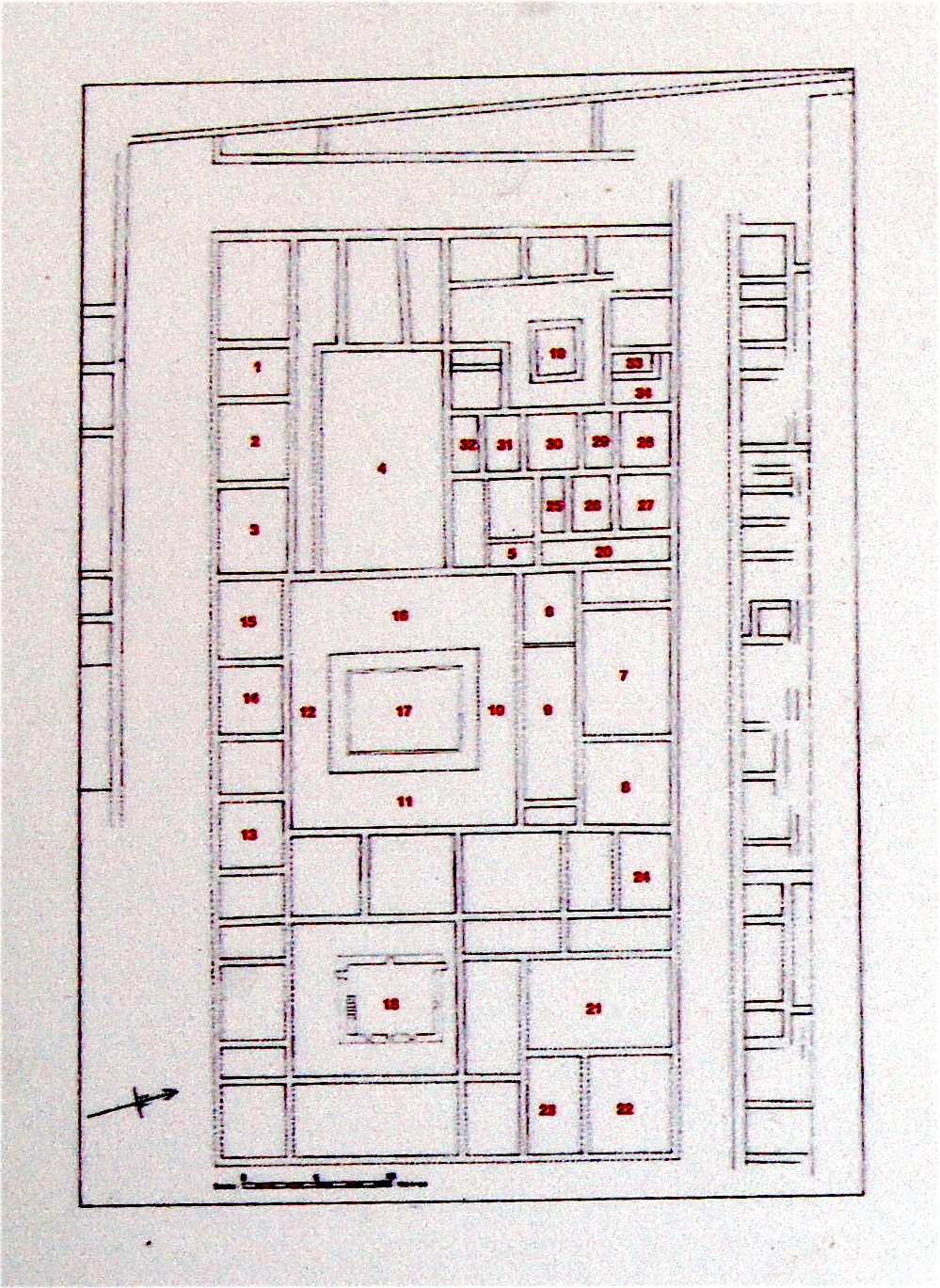
Plan der Villa des Dionysos
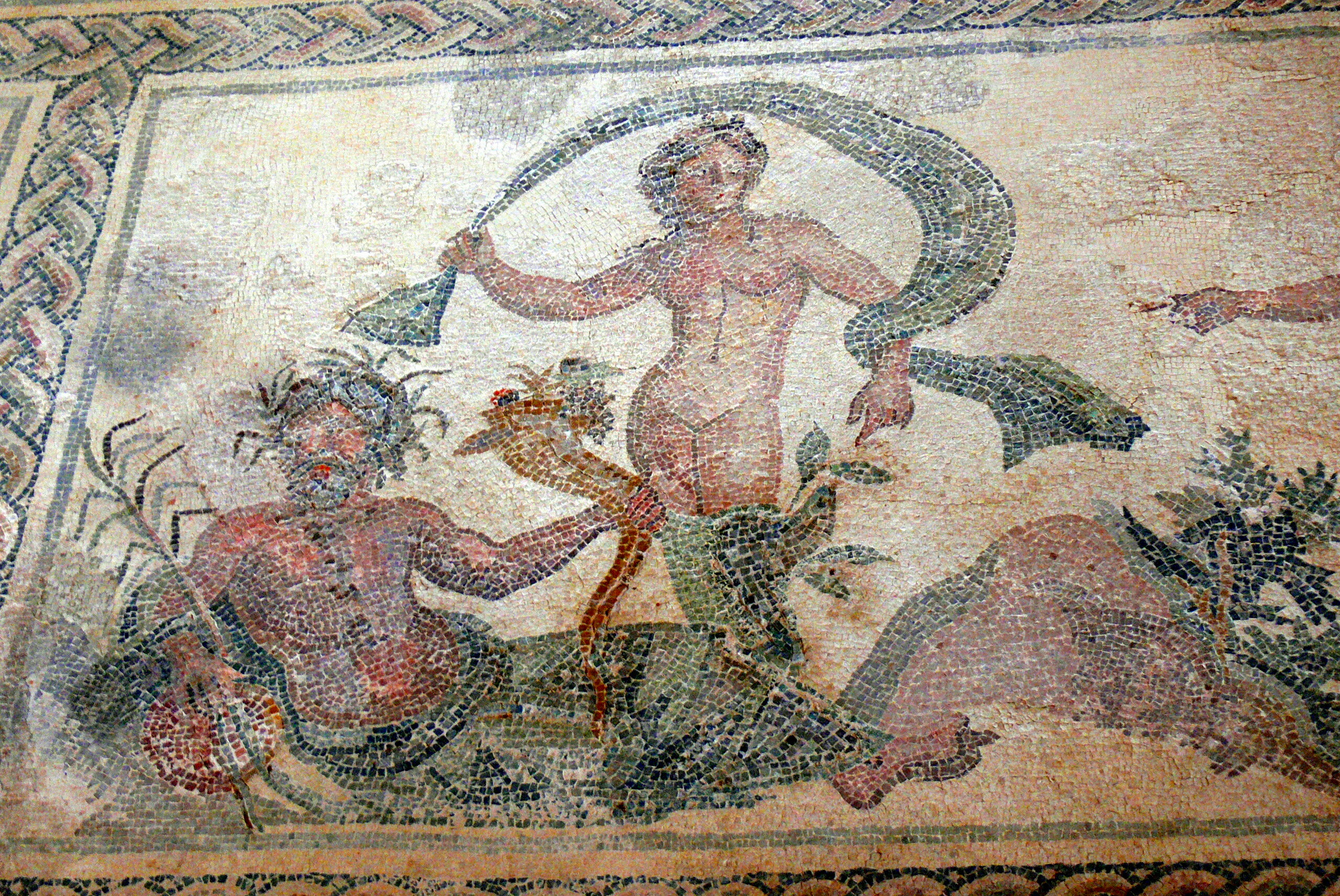
Apollo und Daphne
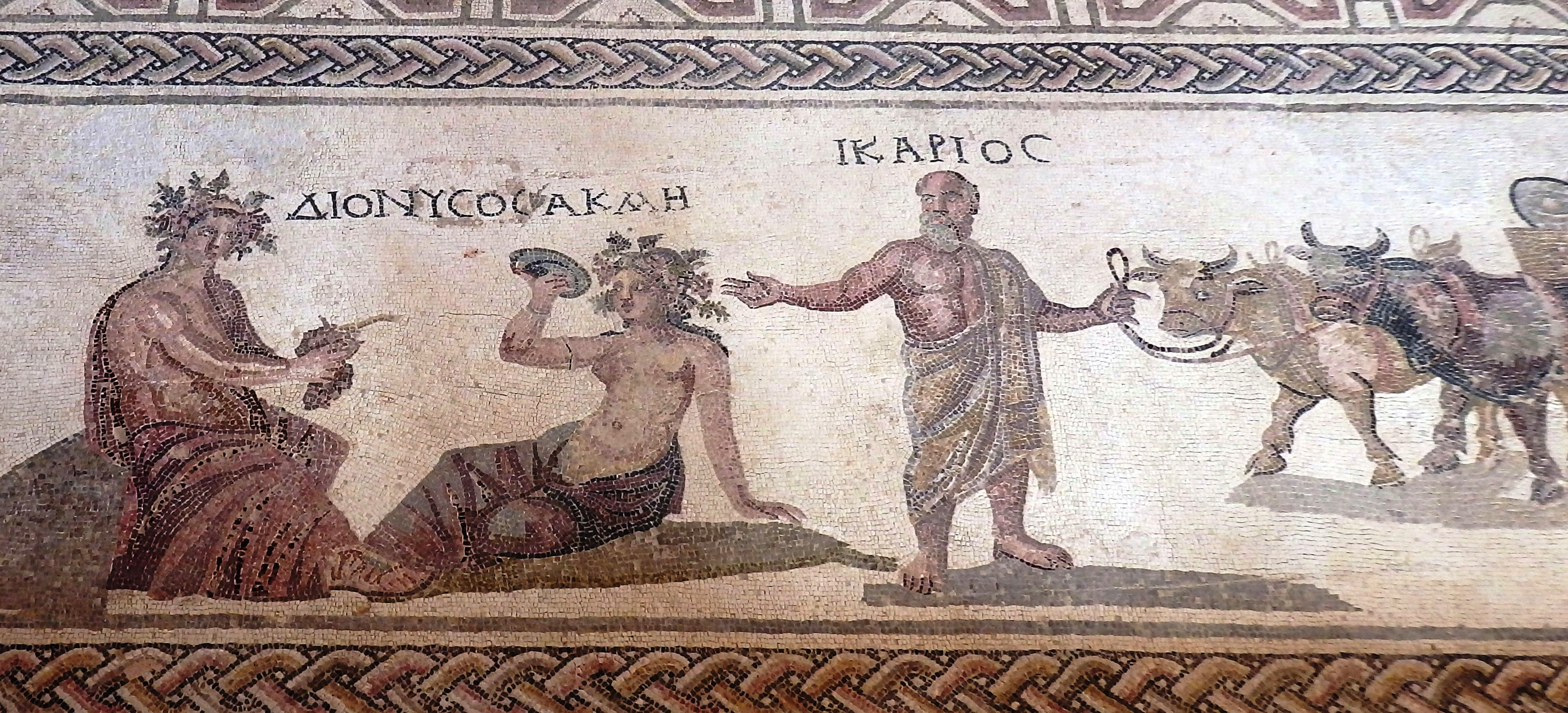
Mosaik Ikarios und Dionysos
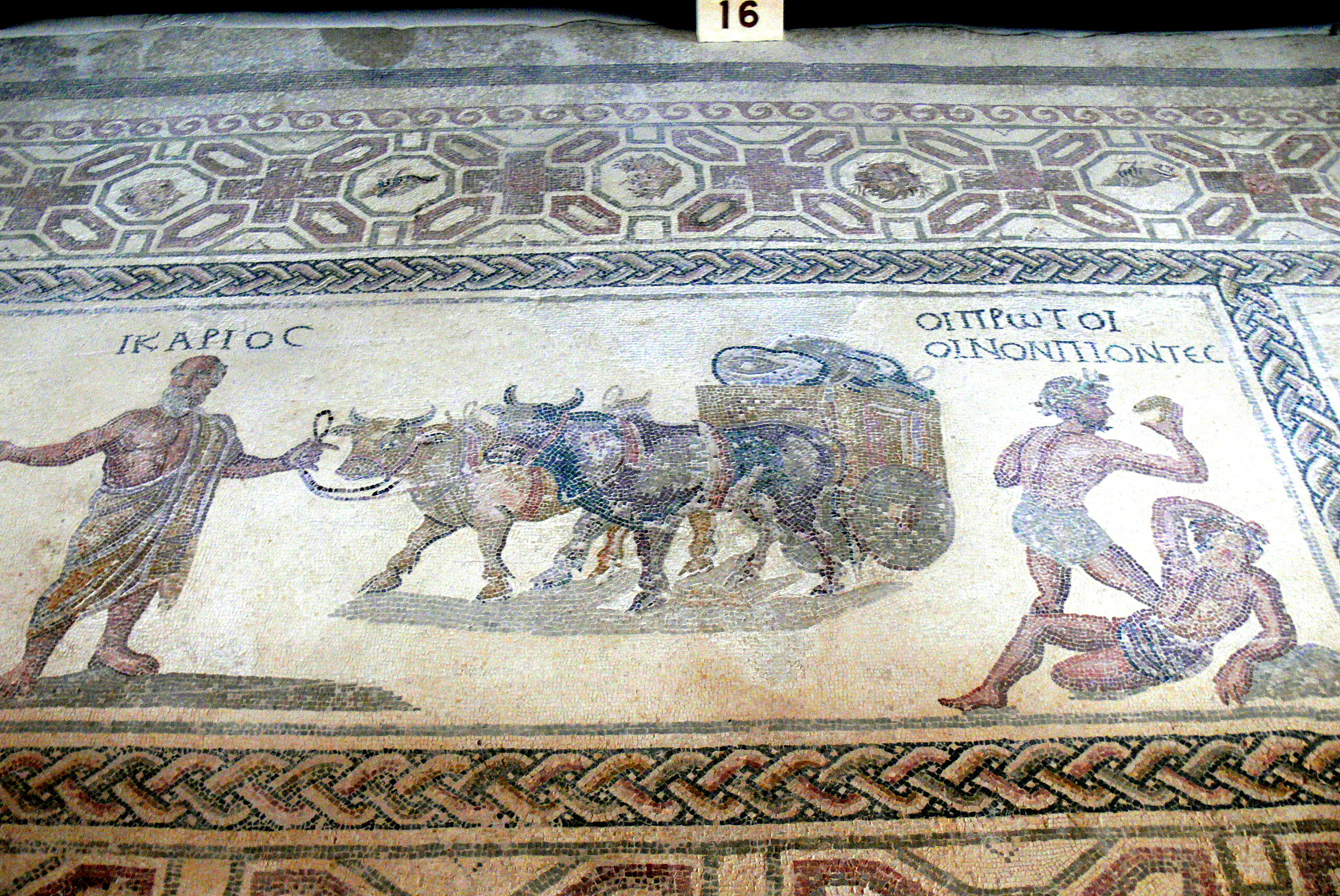
Ikarios
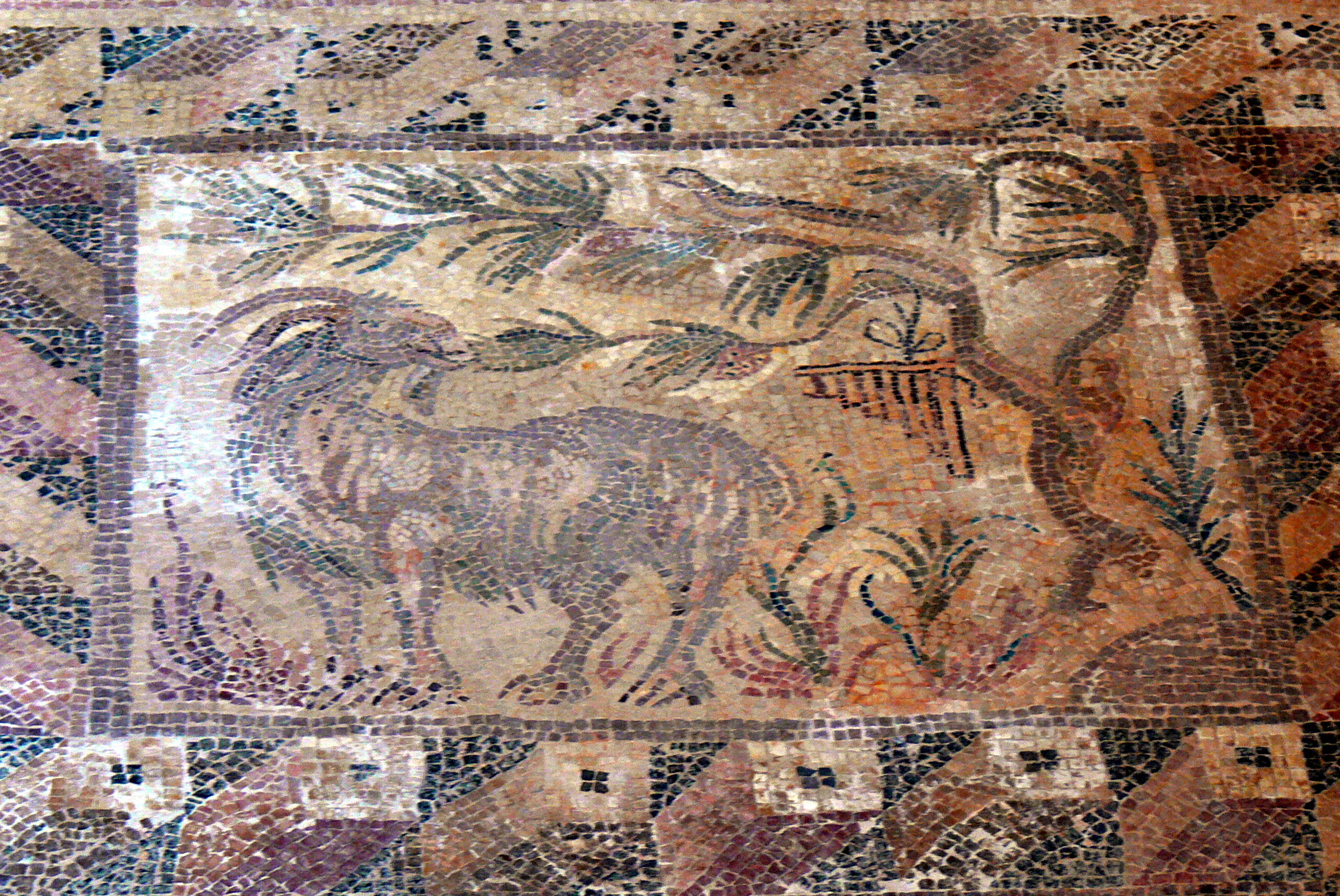
Vier Jahreszeiten
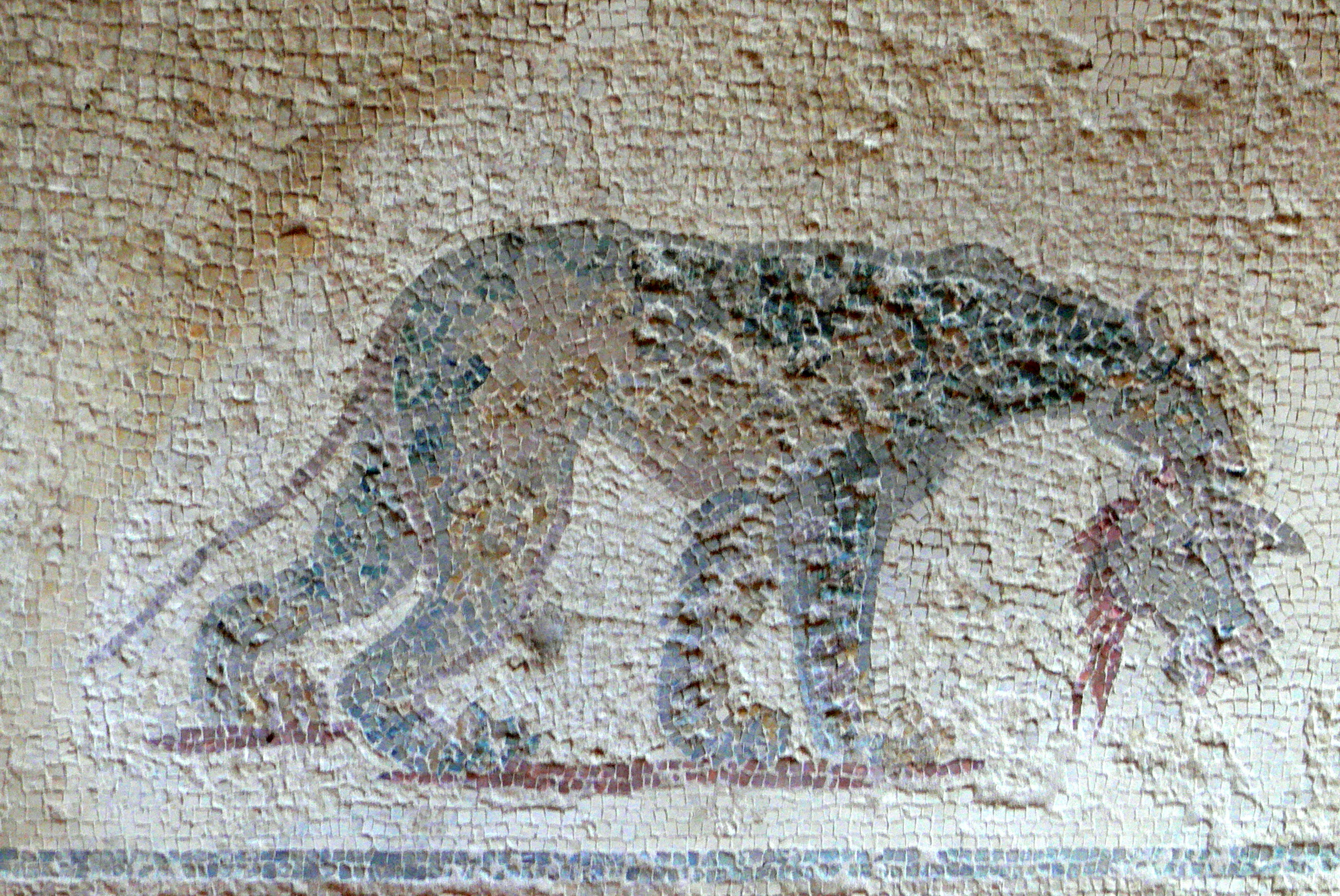
Jagdszene

### Villa des Orpheus
Diese Villa liegt westlich des Hauses des Theseus. Die Mosaike aus dem dritten Jahrhundert n. Chr. enthalten drei mythologische Darstellungen: „Orpheus und seine Leier“, „Herkules und der Löwe von Nemea“ und „die Amazone“, die jedoch derzeit nicht zu besichtigen sind. 34° 45′ 25″ N, 32° 24′ 13″ O

### Theater
Das im nordöstlichen Bereich der antiken Stadt gelegene Theater wird ursprünglich auf das Ende des vierten Jahrhunderts v. Chr. datiert und wird seit 1995 von der Universität Sydney ausgegraben. 34° 45′ 40″ N, 32° 24′ 50″ O

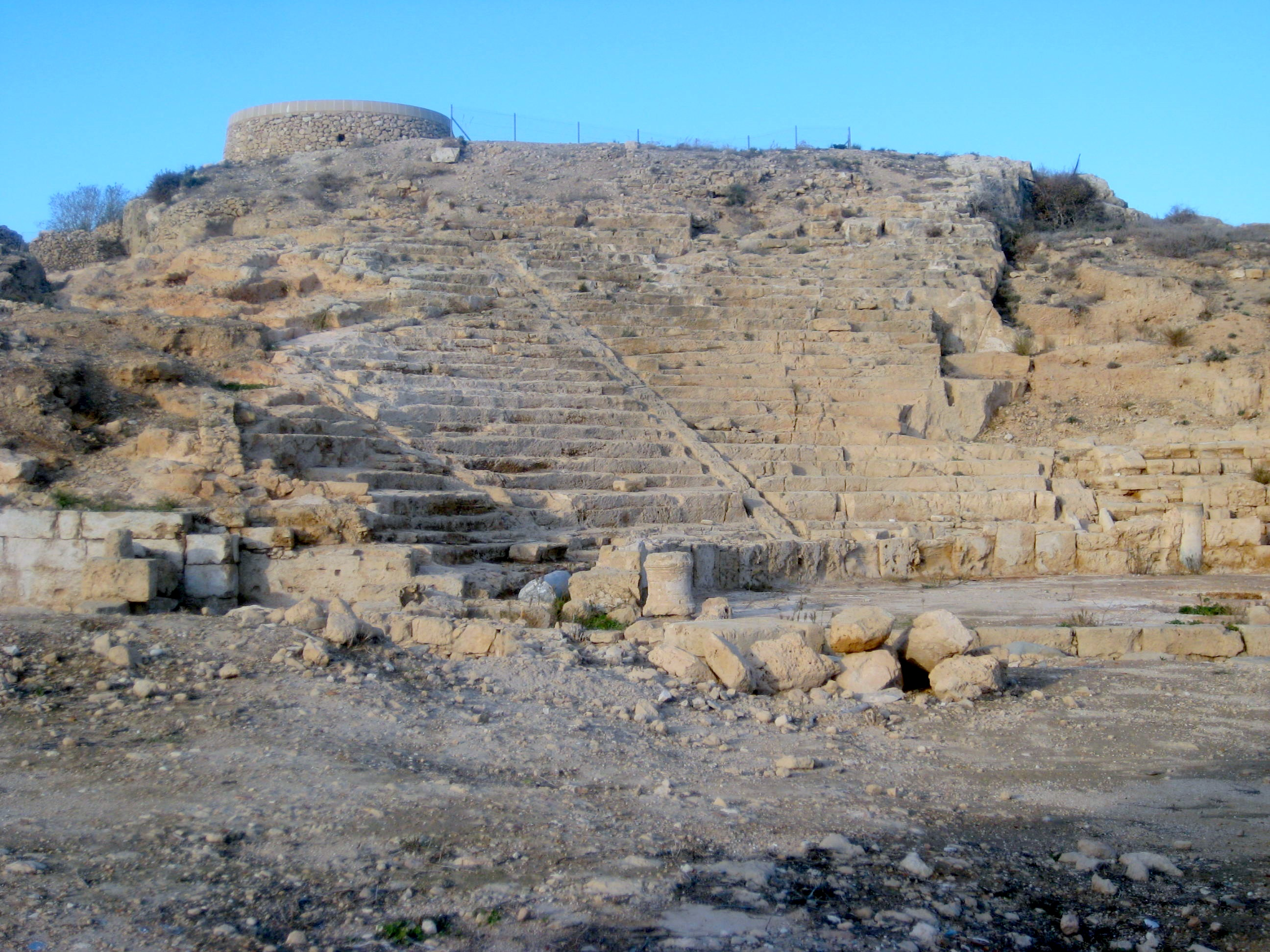
Theater

### Odeon
Das römische Odeon 34° 45′ 37″ N, 32° 24′ 26″ O vor der Agora 34° 45′ 37″ N, 32° 24′ 29″ O ist im Wesentlichen rekonstruiert.

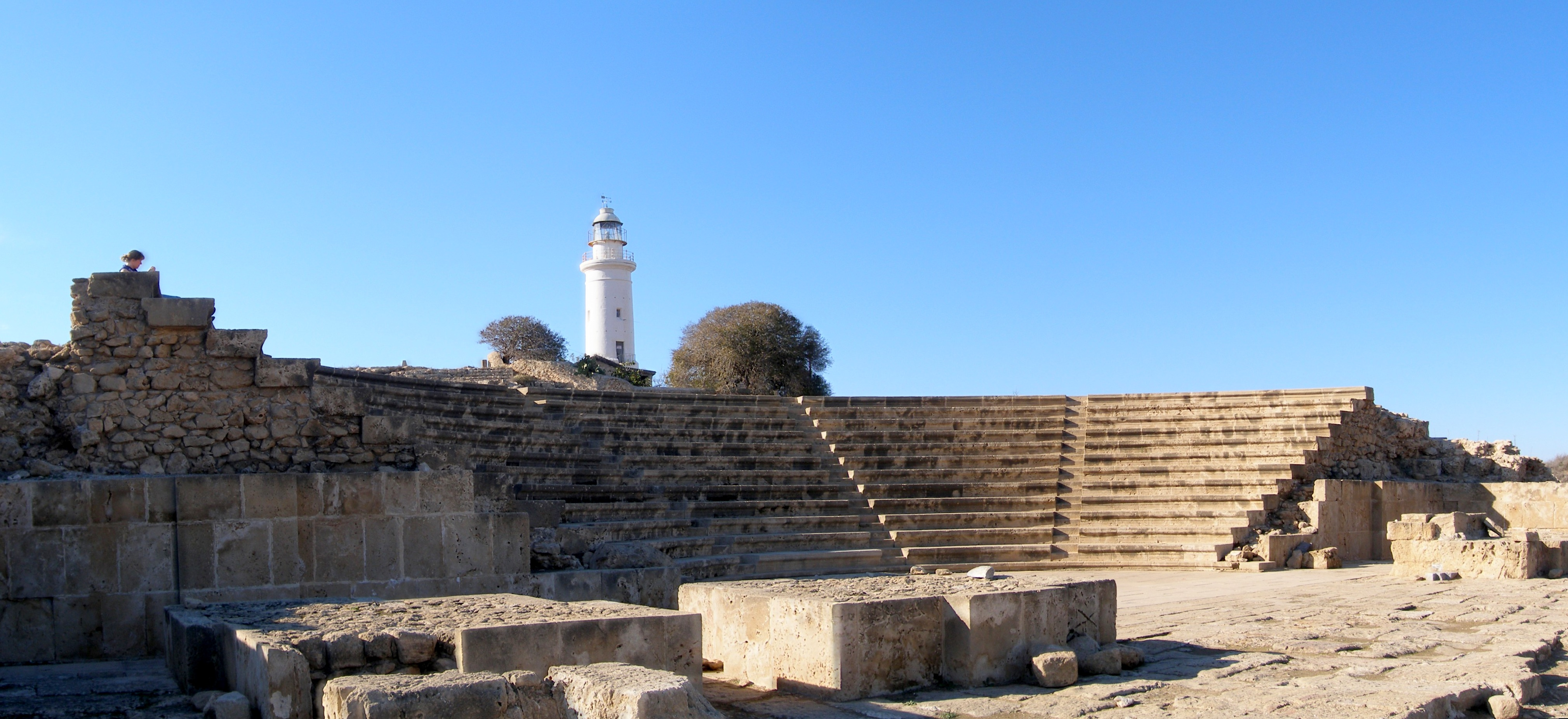
Odeon-Theater, zweites Jahrhundert n. Chr., etwa 1200 Plätze

### Fränkische Festung
Sehenswert ist auch die Festung Saranda Kolones aus fränkischer Zeit, in der auch viele antike Säulen als Spolien wiederverwendet wurden. 34° 45′ 27″ N, 32° 24′ 35″ O

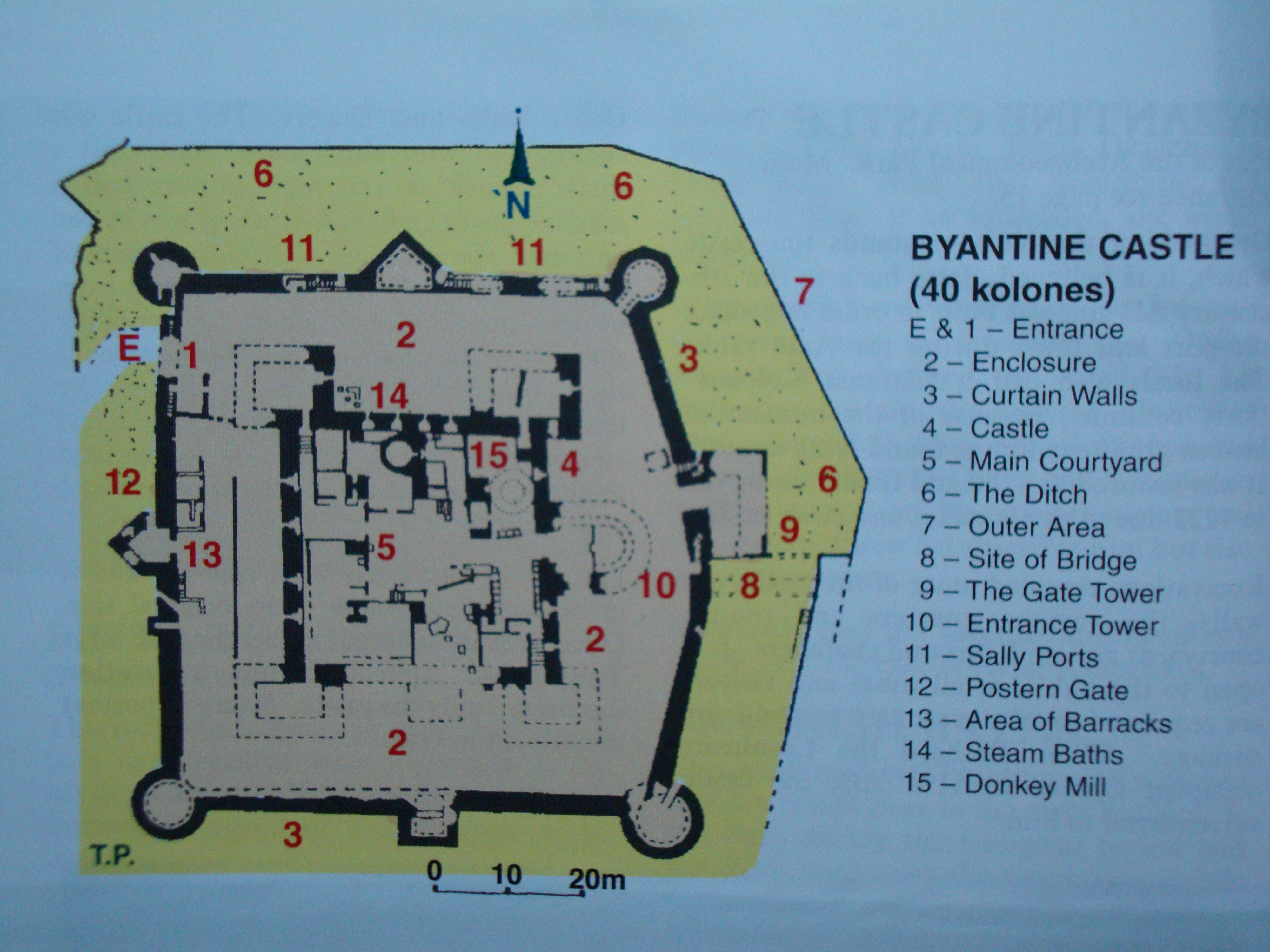
Rekonstruierter Plan der Burg
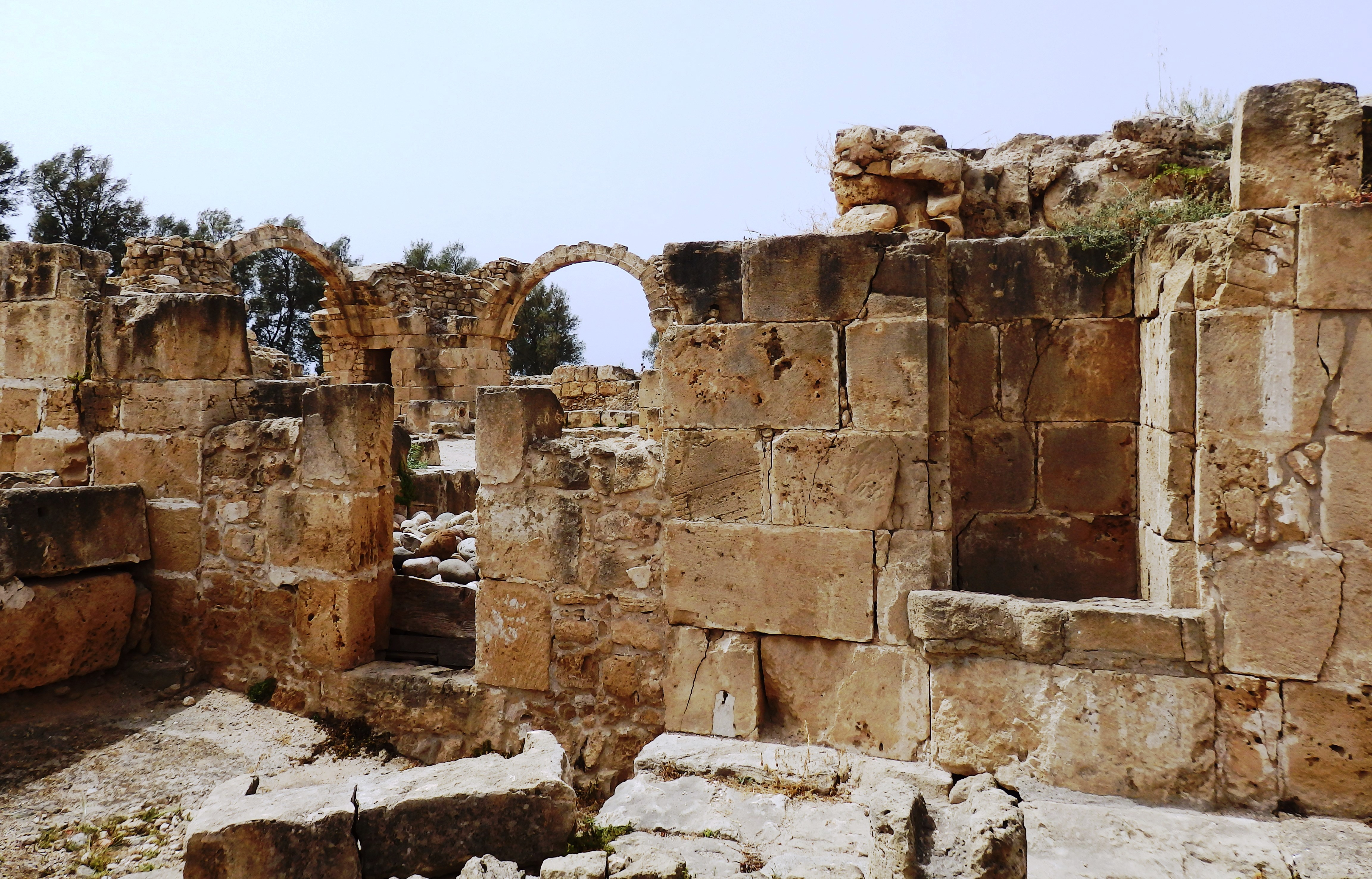
Fränkische Festung Saranda Kolonnes